# Ивановское (Восточный административный округ)
Ивановское — бывшее село в России, вошедшее в состав Москвы в 1960 г. Находилось на территории современного района Ивановское.

## История
Впервые село Ивановское упоминается в 1576 г.
Село очень сильно пострадало в годы Смутного времени, и к середине XVII в. значилось как пустошь, входящая во владения села Измайлова. По приказу царя Алексея Михайловича в 1660-е годы её снова заселили и восстановили. Крестьян привезли со всей страны, а также из Белоруссии, где в то время шла война с Польшей.
В 1666 г. была восстановлена деревянная церковь Рождества Иоанна Предтечи. По описанию 1687 г., в храме в Ивановском было два придела: Василия Великого и страстотерпца Георгия.
Долгое время Ивановское числилось присёлком Измайлова.
В 1665—1669 гг. недалеко от Ивановского были построены две земляные плотины — Ивановская и Лебедевская, при которых находились две мельницы. В Ивановском выращивали рыбу, а южнее Лебедянского пруда находился тутовый сад для разведения шелкопряда.
К 1700 г. в присёлке насчитывалось 69 дворов и он принадлежал Дворцовому ведомству. В 1744 г. сенокосные луга Ивановского стали владениями знаменитого Измайловского зверинца. К 1760 г. число дворов увеличилось до 83, а количество жителей — до 417 человек.
В 1801 г. была построена и освящена каменная церковь Рождества Иоанна Предтечи в стиле классицизма. Храм с приходским кладбищем находились у Старой Владимирской дороги.
Во время войны 1812 года Ивановское шли боевые действия. Сохранился доклад генерал-лейтенанта Голицына М. И. Кутузову от 17 сентября 1812 г.:

«Адъютант мой, узнав от мужика, что в 11 верстах от Москвы в селе Ивановском французы грабят, дал знать казакам, кои, дождавшись ночи, на них напали и всех захватили в плен, из которых двух ранили. С нашей стороны никакой потери не было. Пленных 11 человек: 7 пруссаков, 3 поляка, 1 француз; при конвое препровождены во Владимир к г. гражданскому губернатору»
.
В 1859 г. в Ивановском значилось 84 двора, в которых проживало 570 человек. Местные жители выращивали картофель, овёс и рожь. После 1860 г. местные крестьяне стали сдавать принадлежавшие им земли в аренду. В первой половине XIX в. в Ивановском появились шёлковые фабрики Д. А. Денисова и П. А. Дурнеевой, стеариновый завод Г. Гирш и ткацкая фабрика Г. Миллер.
К 1881 г. количество дворов увеличилось до 110. В конце XIX в. Ивановское входило в состав Пехорской волости. К югу от села, между Гиреевом и Реутовом, работал свечной завод.
В первые годы советской власти был образован Ивановский сельсовет в составе Московской губернии. В 1926 г. в Ивановском находилось 218 дворов и 169 крестьянских хозяйств. Население составляло 1275 человек. После 1928 г. в селе был организован колхоз «Вперёд», занимавшийся животноводством и земледелием.
Во время Великой Отечественной войны недалеко от села находились подразделения противовоздушной обороны, которые защищали столицу от налётов немецкой авиации.
Село Ивановское вошло в состав Москвы в 1960 г. Часть села была снесена из-за строительства Кольцевой автодороги. В 1972—1973 гг. здесь началось массовое жилищное строительство.